# Lijst van Waalse ministers van Buitenlands Beleid
Dit is een lijst van ministers van Buitenlands Beleid in de Waalse regering. 

## Lijst
| Nr. | Minister | Minister                            | Partij | Partij | Begin            | Einde            | Regering(en)                               |
| --- | -------- | ----------------------------------- | ------ | ------ | ---------------- | ---------------- | ------------------------------------------ |
| 1   |          | André Damseaux (1937-2007)          |        | PRL    | 27 januari 1982  | 27 november 1985 | Damseaux, Dehousse II                      |
| 2   |          | Melchior Wathelet (1949)            |        | PSC    | 27 november 1985 | 3 februari 1988  | Wathelet                                   |
| 3   |          | Albert Liénard (1938-2011)          |        | PSC    | 3 februari 1988  | 8 januari 1992   | Coëme, Anselme                             |
| 4   |          | Guy Spitaels (1931-2012)            |        | PS     | 8 januari 1992   | 25 januari 1994  | Spitaels                                   |
| 5   |          | Robert Collignon (1943)             |        | PS     | 25 januari 1994  | 20 juni 1995     | Collignon I                                |
| 6   |          | Jean-Pierre Grafé (1932-2019)       |        | PSC    | 20 juni 1995     | 11 december 1996 | Collignon II                               |
| 7   |          | William Ancion (1941)               |        | PSC    | 11 december 1996 | 12 juli 1999     | Collignon II                               |
| 8   |          | Elio Di Rupo (1951)                 |        | PS     | 12 juli 1999     | 4 april 2000     | Di Rupo I                                  |
| 9   |          | Jean-Claude Van Cauwenberghe (1944) |        | PS     | 4 april 2000     | 19 juli 2004     | Van Cauwenberghe I                         |
| 10  |          | Marie-Dominique Simonet (1959)      |        | cdH    | 19 juli 2004     | 15 juli 2009     | Van Cauwenberghe II, Di Rupo II, Demotte I |
| 11  |          | Rudy Demotte (1963)                 |        | PS     | 15 juli 2009     | 22 juli 2014     | Demotte II                                 |
| 12  |          | Paul Magnette (1971)                |        | PS     | 22 juli 2014     | 28 juli 2017     | Magnette                                   |
| 13  |          | Willy Borsus (1962)                 |        | MR     | 28 juli 2017     | 15 juli 2024     | Borsus, Di Rupo III                        |
| 14  |          | Adrien Dolimont (1988)              |        | MR     | 15 juli 2024     | heden            | Dolimont                                   |